# Rund um den Henninger-Turm 2003
Il Rund um den Henninger-Turm 2003, quarantaduesima edizione della corsa, si svolse il 1º maggio su un percorso di 208 km, con partenza e arrivo a Francoforte sul Meno. Fu vinto dall'italiano Davide Rebellin della squadra Gerolsteiner davanti al tedesco Erik Zabel e allo spagnolo Igor Astarloa.

## Ordine d'arrivo (Top 10)
| Pos. | Corridore        | Squadra                      | Tempo    |
| ---- | ---------------- | ---------------------------- | -------- |
| 1    | Davide Rebellin  | Gerolsteiner                 | 5h09'17" |
| 2    | Erik Zabel       | Team Telekom                 | a 4"     |
| 3    | Igor Astarloa    | Saeco                        | s.t.     |
| 4    | Óscar Freire     | Rabobank                     | s.t.     |
| 5    | Mirko Celestino  | Saeco                        | s.t.     |
| 6    | Enrico Poitschke | Team Wiesenhof               | s.t.     |
| 7    | Markus Zberg     | Gerolsteiner                 | s.t.     |
| 8    | Gerben Löwik     | Bankgiroloterij Cycling Team | s.t.     |
| 9    | Nicolas Jalabert | Team CSC                     | s.t.     |
| 10   | Sergej Ivanov    | Fassa Bortolo                | s.t.     |